# 朝鲜人民军第5军
朝鲜人民军第5军是朝鲜人民军陆军的一个军，组建于1951年1月（辖第3、4、7、9、42师）
，曾参与朝鲜战争。现驻地为江原道洗浦郡。

## 历任军长
- 方虎山，1950年
- 全宇
- 崔勇进，1952年
- 李乙雪，1962年10月
- 李乙雪，1972年2月
- 金光镇，1984年4月
- 全載善，1985年
- 李明秀，1993年
- 金明国，1997年9月
- 李永吉，2012年4月